# Hermann Hänggi
Hermann Hänggi (n. 15 octombrie 1894, Mümliswil-Ramiswil⁠(d), Cantonul Solothurn, Elveția – d. 21 noiembrie 1978, Burgdorf⁠(d), Berna, Elveția) a fost un gimnast artistic ce a reprezentat Elveția, medaliat olimpic. A participat la o ediție a Jocurilor Olimpice (1928) în care a câștigat două medalii de aur, o medalie de argint și o medalie de bronz.